# Río Unhòla
El río Unhola (en catalán y aranés: Unhòla) es un río del Valle de Arán al norte de la provincia de Lérida, afluente del río Garona.
Nace en los lagos de Liat (Estanh Long de Liat) y se une al río Garona en la localidad de Salardú en el municipio del Alto Arán. El río Unhòla discurre por las proximidades de las poblaciones de Bagerque y Uña antes de unirse al río Garona.
En el Valle del Unhòla que forma el propio río, destacan el Pico de Mauberme (2880 m) y el Tuc des Crabes (2580 m), las aguas del lago de Montoliu alimentan a través del río des Calhaus al río Unhola.
A lo largo del Valle del Unhòla se encuentran varias minas abandonadas como son las de minas de Liat, la mina de Reparadora y la mina de Plan de Tor. El río se caracteriza por su color rojizo, este color es debido a los minerales que se encuentran a lo largo del Valle del Unhòla. 